# Guyanagaster necrorhiza
Guyanagaster là một chi nấm thuộc họ Physalacriaceae. Đây là chi đơn loài, chứa một loài Guyanagaster necrorhiza. Loài này được tìm thấy trong rừng mưa nhiệt đới thuộc vùng Guiana ở Nam Mỹ và được mô tả khoa học lần đầu vào năm 2010.